# Dobrica Erić
Pour les articles homonymes, voir Erić.
 (mars 2019).
Si vous disposez d'ouvrages ou d'articles de référence ou si vous connaissez des sites web de qualité traitant du thème abordé ici, merci de compléter l'article en donnant les références utiles à sa vérifiabilité et en les liant à la section « Notes et références ».
Dobrica Erić (en serbe cyrillique : Добрица Ерић), né le 22 août 1936 à Donja Crnuća) et mort le 29 mars 2019 à Belgrade (Serbie), est un écrivain, dramaturge et poète serbe.

## Biographie
Dobrica Erić est né à Donja Crnuća dans la haute Gruža près de Gornji Milanovac. Son père s'appelait Miloš et sa mère Radmila. Il termina ses quatre années d'études primaires à Vraćevšnica et tenta sa chance - comme il le dit lui-même - dans de nombreux métiers de l'artisanat.
Dobrica Erić vivait et travaillait à Belgrade et dans la Gruža.

## Œuvre
Dobrica Erić dépeint la vie des gens dans la région de la Šumadija (Choumadie) et dans toute la Serbie. À la fois poète, prosateur et dramaturge, il s'est fait le chantre de la Gruža. Ses œuvres évoquent la nature, les villages de son enfance et l'amour. Aujourd'hui présent dans les manuels scolaires, il a également travaillé pour des journaux et des magazines.
Il est l'auteur de plusieurs romans, de cinq livres de prose lyrique, d'un recueil de 23 chansons, de cinq pièces de théâtre et de plus de 40 livres pour enfants. Son premier recueil poétique a été publié en 1959.  Depuis il a publié  plus d'une centaine de livres de poésie. Dobrica Erić écrit également de la musique. Dans ses nombreuses apparitions en public, notamment à la télévision ou dans des rassemblements de poètes, il ne lit pas ses textes, il les laisse dire parce que tout le monde les connaît par cœur.
Avec D. Vitosević, il a préparé l’anthologie Orphée parmi des prunes (1963) et, de manière individuelle, l'anthologie Avec les sabres, on partage le pays (1994). 
De 2000 à 2005, la maison d'édition Draganić a publié trois séries de livres de Dobrica Erić :
- Première série (VAŠAR U TOPOLI, DOLINA SUNCOKRETA, SLAVUJ I SUNCE I OGRLICA I GRLICA, REKA S RUŽOM RIMOVANA, MOJ DRUG, MILIVOJČIĆEV LUG, TORTA SA PET SPRATOVA, BOŽIĆNA PRIČA, TAKO ŽUBORI REKA, PESME O CVEĆU I O SVICIMA, JEZERO, JEŽEVA BARA)
- Deuxième série  (BUKLIJA, BELI ANĐEO, PESMA O RATARU, SRICANjE, ŽENE, ČARDAK IZMEĐU ČETIRI JABUKE, VENAC SONETNIH VENACA, PUŽEVA SRMA, SAN GRUŽANSKE LETNjE NOĆI, FENjER STOJADINA ANĐELKOVIĆA, PRSTEN U IZVORU, LUTAM I PEVAM, RAZAPETA ZEMLjA)
- Troisième série (VENAC OD BAŠTENSKOG CVEĆA, VENAC OD POLjSKOG CVEĆA, ZLATNA KRUNICA, PESMA O NOSU I MIRISIMA, NEDELjA, DOBRIČIN KALENDAR, NIJE JESTE, VELIKA PESMA O JEDNOM MALOM JAGNjETU).

## Apparitions dans des émissions de télévision
- en tant qu'acteur :

1. « Obraz uz obraz » .... Dobrica (1 épisode, 1974) - Épisodes 1 à 15 (1974) série TV  .... rôle de Dobrica
2. « Pesnici svog Zanata » (1971) TV mini-série .... rôle du poète.

- en tant que scénariste :

1. Zivotopis (1980) (TV) écrivain (dans son propre rôle)
2. Selo bez seljaka (1970) série TV (dans son propre rôle).

## Publications
- 1959 : Svet u Suncokretu (Le Monde dans un tournesol)
- 1965 : Vašar u Topoli (Foire de Topola)
- 1966 : Stari seljački kalendar (Le vieux calendrier des paysans)
- 1968 : Slavuj i sunce (Le rossingol et le soleil)
- 1969 : Ogrlica od grlica - Kulturni Centar, Novi Sad
- 1973 : Torta od sedam spratova (Gâteau de sept étages)
- 1975 : Pesma o svicima
- 1976 : Dolina suncokreta (La Vallée des tournesols)
- 1977 : Večni kratkovečnici (Éternel de courte éternité)
- 1978 : Slavuj i sunce (Le rossingol et le soleil) - IRO. Mladost, Zagreb
- 1979 : Bašta sa sedam ruža (Le Jardin des sept roses)
- 1980 : Sricanje žene
- 1980 : Leto u Kalipolju (L'été à Kalipolje) - IRO. Veselin Masleša, Sarajevo
- 1980 : Čardak između četiri jabuke (La Maison entre quatre pommiers)
- 1982 : Moj drug, Milivojčićev lug (Mon ami, le bois de Milivojčić)
- 1985 : Cunčeva verenica
- 1987 : Tako žubori reka (C'est ainsi que murmure une rivière)
- 1988 : Pismo kraljici cveća (Lettre à la reine des fleurs) - Rad, Beograd
- 1989 : Roždestvo ratarevo (Une naissance de paysan)
- 1989 : Krunisanje (Couronnement)
- 1990 : Bunar za prijatelje (Le puits  pour les amis)
- 1991 : Puževa srma
- 1991 : Ekološki bukvar (le dictionnaire de l’écologie)
- 1992 : San Gružanske letnje noći (Le songe d’une nuit d’été dans la Gruža)
- 1993 : Jezero Ježeva bara
- 1993 : U vatri bismo, ne izgorismo (Nous étions dans la flamme, nous n'avons pas brûlé)
- 1993 : Plači voljena zemljo (Pleurs, pays aimé)
- 1999 : Razapeta zemlja (La terre crucifiée)
- 1999 : Vilina Dolina (La vallée des fées)
- 2002 : Pusti puže rogove (L'escargot sort ses cornes) - IP. Rad, Belgrade
- 2002 : Krunisanje (Le sacre) - IP. Rad, Belgrade
- 2005 : Deca sa zlatom lipe u kosi

## Prix et récompenses
- 1974 : Goranov vijenac
- 1977 : Mlado pokolenje
- 1977 : Orden zasluga za narod
- 1982 : Nagrada Zmajevih dečjih igara
- 1982 : Vukova nagrada.